# Lac d'Ayamé
Pour les articles homonymes, voir Ayame (homonymie).
Le lac d’Ayamé est un lac artificiel sur la rivière Bia situé à Ayamé, à l'est de la Côte d'Ivoire. 

## Présentation
La profondeur maximale est de 91 mètres. Aucun déboisement n'ayant précédé la mise en eau, le lac se présente comme un grand plan d'eau sombre d'où émergent des troncs d'arbres restés debout. II se présente aussi sous forme d'un barrage voûte s'appuyant d'un côté sur la montagne et de l'autre sur une digue de surélévation en terre compactée. L'ensemble atteint une longueur de 610 mètres (300 m de digue et 310 m de barrage),[réf. à confirmer].